# Kaye Hall
Kaye Marie Hall, później Greff (ur. 15 maja 1951 w Tacoma) – amerykańska pływaczka. Trzykrotna medalistka olimpijska z Meksyku.
Największe sukcesy odnosiła w stylu grzbietowym. Podczas IO 68 zdobyła dwa złote medale, jeden w sztafecie i jeden w konkurencji indywidualnej – na 100 m stylem grzbietem. Na dwukrotnie dłuższym dystansie była trzecia. Była rekordzistką świata. Karierę zakończyła w 1970.

## Starty olimpijskie
Meksyk 1968
- 100 m grzbietem, 4 × 100 m zmiennym –  złoto
- 200 m grzbietem –  brąz